# Peter Pitchlynn
Peter Perkins Pitchlynn, língua choctaw: Hatchootucknee; lit.  "Snapping Turtle", (Condado de Noxubee, 30 de janeiro de 1806 – Washington, D.C., 17 de janeiro de 1881) foi um chefe tribal Choctaw de herança nativa e europeia mista (ascendência Choctaw e escoceses anglo-americana). Ele foi o principal chefe da República Choctaw de 1864 a 1866 e se rendeu à União em nome da nação no final da Guerra Civil.
Escolarizado na cultura Choctaw e em escolas americanas, em 1825 Pitchlynn ajudou a fundar uma escola para meninos Choctaw: a Choctaw Academy, no estado de Kentucky. Ele também trabalhou para reduzir a venda de álcool em seu território. Após a remoção forçada para o Território Indígena na década de 1830, foi nomeado pelo Conselho Nacional em 1845 como Delegado Choctaw (semelhante a um cargo de embaixador) em Washington, DC Na época, a Nação propunha ser reconhecida pelo Congresso dos Estados Unidos como um território.
Após a guerra, Pitchlynn voltou a Washington, D.C., para representar os interesses Choctaw e trabalhar por concessões do governo para as terras Choctaw vendidas sob pressão aos Estados Unidos em 1830 durante a remoção dos indígenas. Ele morreu em Washington, D.C., e está enterrado lá.

## Primeiros anos e educação
Peter P. Pitchlynn nasceu no condado de Noxubee, Mississippi, em 30 de janeiro de 1806, como o primeiro filho de Sophia Folsom, uma Choctaw de ascendência parcialmente anglo-americana; sua mãe Natika era Choctaw e seu pai era Ebenezer Folsom, um comerciante anglo-americano. O nome Choctaw de Sophia era Lk-lo-ha-wah (amado, mas perdido). Sophia Folsom e John Pitchlynn se casaram em 1804. Como os Choctaw tinham um sistema de parentesco matrilinear de propriedade e liderança hereditária, Peter nasceu no clã e no povo de sua mãe; por meio da família dela, ele ganhou status na tribo.
Seu pai era o major John Pitchlynn, um homem de ascendência escocesa. O pai foi criado desde a infância pelo Choctaw após a morte de seu pai Isaac, um viúvo. John Pitchlynn trabalhou para George Washington como intérprete nas negociações com o Choctaw.
Um dos dez filhos dos Pitchlynns, depois de vários anos em casa, Peter foi enviado para um internato no Tennessee a cerca de 200 milhas do Mississippi. Mais tarde, ele frequentou uma academia em Columbia. Para completar sua vida acadêmica, ele estudou e se formou na Universidade de Nashville, considerada uma das melhores instituições da época. Começou pequeno como muitas faculdades; sua turma de formandos de 1827 tinha 12 alunos.
Depois de se formar, Pitchlynn voltou para a casa de sua família no Mississippi, onde se tornou fazendeiro. Os Choctaw estavam entre as tribos do sudeste que usavam afro-americanos escravizados como trabalhadores em suas fazendas.
Em 1824, Peter Pitchlynn foi nomeado chefe do Lighthorse, a polícia montada da Nação Choctaw e, entre outras funções, supervisionou a remoção do uísque das terras tribais.

## Casamento e família

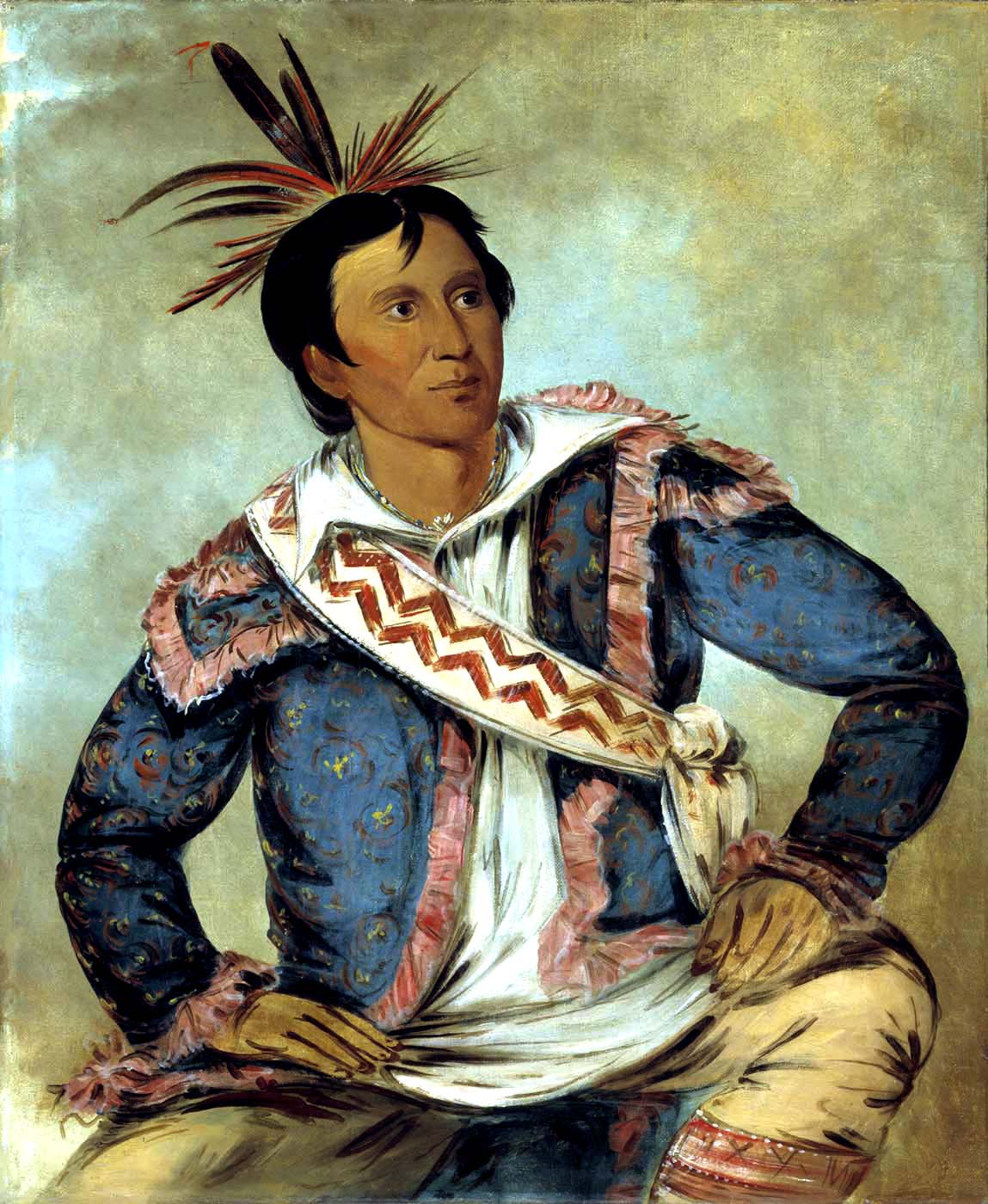
Retrato de Peter Pitchlynn por George Catlin, 1834 em Fort Gibson, Arkansas

Ele logo se casou com Rhoda Folsom, uma prima de primeiro grau. Como parte da mudança de práticas, eles se casaram com um missionário, o reverendo Cyrus Kingsbury. Eles tiveram vários filhos: Lycurgus, Peter P. Jr., Leonidas, Rhoda Mary (casado com DL Kannedy), Malvinia (casado com Loring SW Folsom). Após a morte de sua esposa, Pitchlynn se correspondia regularmente com seus filhos mais velhos enquanto eles estavam na escola, tentando orientá-los. Lycurgus frequentou uma escola no Tennessee e Peter Jr. uma em Oxford, Geórgia.
Os filhos de Pitchlynn tiveram dificuldades quando jovens e adultos: Lycurgus e Leonidas foram condenados por agressão em 1857 e sentenciados à prisão. O pai obteve o perdão do presidente James Buchanan. Em 1860, Peter Jr. atirou e matou seu tio, Lorenzo Harris, que era casado com a irmã de seu pai, Elizabeth Pitchlynn. Alguns disseram que foi legítima defesa.
Após a morte de Rhoda, Peter se casou com uma viúva, Caroline Lombardy. Eles tiveram uma filha juntos, Sophia. Ela nunca se casou e continuou morando com o pai após a morte da mãe.
Enquanto Pitchlynn era um proprietário de escravos, ao contrário de outros líderes Choctaw, ele sentia indiferença em relação à instituição e, após a Proclamação de Emancipação, ele a deixou de lado sem protestar.

## Carreira

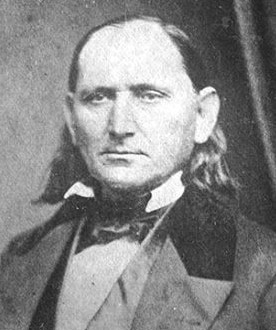
Peter Pitchlynn na época da Guerra Civil Americana

Pitchlynn foi bem escolarizado tanto na cultura Choctaw quanto na cultura europeu-americana. Ele começou a trabalhar em maneiras de melhorar a vida Choctaw. Ele trabalhou para proibir a venda de álcool no território Choctaw. Acreditando que a educação era importante, persuadiu o Conselho Nacional a fundar a Choctaw Academy, localizada em Blue Springs, Condado de Scott, em Kentucky, no ano de 1825. Às vezes, aceitava alunos de outras tribos indígenas americanas, bem como Choctaw, como meninos de Omaha e Sioux. Pitchlynn manteve-se intimamente envolvido com a escola, recebendo relatórios trimestrais.
Em 1830, Pitchlynn foi eleito para o Conselho Nacional de Choctaw. Por causa de sua educação, ele trabalhou como intérprete e elo de ligação eficaz entre o Choctaw e o governo federal dos Estados Unidos. Ele se mudou com os Choctaw para o Território Indígena na década de 1830, onde eles se reassentaram. A mãe viúva de Pitchlynn, Sophia Folsom Pitchlynn, mudou-se com o filho. Após sua morte, ela foi enterrada lá, e a dela é a sepultura mais antiga conhecida no estado de Oklahoma.
O autor inglês Charles Dickens estava em turnê pelos Estados Unidos quando conheceu Pitchlynn em um barco a vapor no rio Ohio. Ele descreveu o líder Choctaw longamente:
Ele era um homem notavelmente bonito; alguns anos depois dos quarenta, devo julgar; com longos cabelos negros, um nariz aquilino, bochechas largas, uma pele queimada pelo sol e um olho muito brilhante, afiado, escuro e penetrante. Havia apenas vinte mil dos povos Choctaws restantes, disse ele, e o número deles estava diminuindo a cada dia. Alguns de seus líderes irmãos tinham sido obrigados a se tornarem civilizados e a se familiarizarem com o que os brancos sabiam, pois era sua única chance de existência. Mas não eram muitos; e o resto era como sempre foi. Ele se deteve sobre isso: e disse várias vezes que a menos que eles tentassem se assimilar aos seus conquistadores, eles devem ser varridos antes dos avanços da sociedade civilizada.

Quando apertamos as mãos na despedida, eu disse-lhe que ele deveria vir para a Inglaterra, como ele ansiava para ver a terra tanto: que eu deveria esperar vê-lo lá, um dia, e que eu poderia prometer-lhe que ele seria bem recebido e tratado gentilmente. Ele estava evidentemente satisfeito com esta garantia, embora ele voltou com um sorriso bem-humorado e um balanço de arco de sua cabeça, que os ingleses costumavam ser muito afeiçoado dos Red Men quando eles queriam sua ajuda, mas não se importava muito com eles, desde então.

Ele se despediu; como majestoso e completo cavalheiro da Natureza, como sempre vi; e se moveu entre as pessoas no barco, outro tipo de ser. Ele me enviou um retrato litografado de si mesmo logo depois; muito parecido, embora pouco bonito o suficiente; que eu tenho cuidadosamente preservado em memória de nosso breve conhecimento.
Em 1840, o Conselho nomeou Pitchlynn professor e superintendente da Academia Choctaw. No ano seguinte, decidiram transferir a escola para a Nação Choctaw (localizada no Território Indígena). A correspondência de Pitchlynn mostra que eles também estavam discutindo a necessidade de uma escola para meninas.
Pitchlynn continuou a assumir mais responsabilidades pela Nação; em 1845, foi nomeado delegado de Choctaw para Washington, DC, para representar a nação lá. Naquele ano, tanto o Choctaw quanto os povos Cherokee propuseram ao Congresso dos Estados Unidos que suas respectivas nações fossem reconhecidas como territórios independentes dos Estados Unidos, mas isso não foi apoiado. Em 1847, ele ajudou a providenciar a remoção de mais Choctaw do Mississippi para a Nação Choctaw em um barco a vapor.

## Guerra Civil e últimos anos de vida
Em 1861, Pitchlynn estava em Washington, D.C., para tratar de assuntos nacionais do Choctaw quando a Guerra Civil Americana começou, e imediatamente retornou à Nação Choctaw, na esperança de escapar do conflito esperado. Ele defendeu a lealdade à União ou, no mínimo, a neutralidade no conflito,  (com ele mesmo mantendo simpatias pró-União) e o então chefe George Hudson procurou manter a neutralidade de Choctaw. Apesar de querer evitar a guerra, os Choctaw não foram autorizados a permanecer neutros. Após uma invasão do território Choctaw em maio de 1861 pelas forças texanas, elementos pró-confederados no governo liderados por Robert McDonald Jones, o presidente Pro-Tempore do Senado Choctaw, ameaçaram o chefe Hudson e forçaram a tribo a uma aliança com a Confederação. A população tribal ficou dividida por esta ação: alguns se aliaram à Confederação e outros à União. Todos sofreram no rescaldo da guerra.
Pitchlynn foi eleito Chefe Principal dos Choctaws em 1864 e ocupou a função até 1866. Enquanto estava em Washington em 1866 para restabelecer relações diplomáticas com os Estados Unidos, bem como evitar tentativas patrocinadas pelo governo de colonizar o território indígena, Pitchlynn se encontrou com a rainha Emma do Havaí, apresentou-a à sua família e conduziu um intercâmbio cultural diplomático. Este continua sendo, até o momento, o único caso de relações bilaterais entre a República Choctaw e o Reino do Havaí.

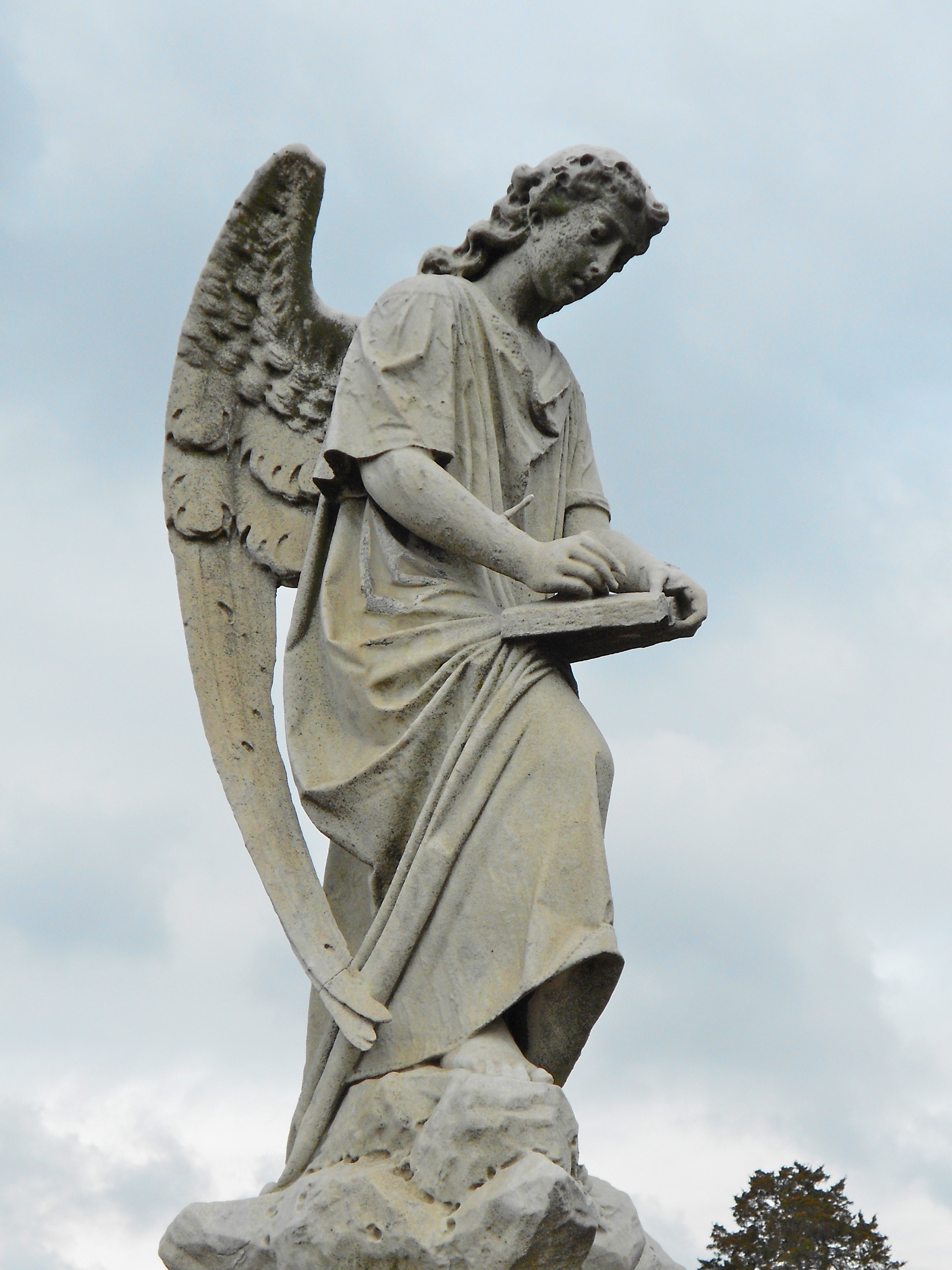
Escultura angelical marcando o túmulo de Pitchlynn, Cemitério do Congresso

Depois que ele foi sucedido como líder por Allen Wright, Pitchlynn voltou a Washington, DC como o Choctaw Delegado, onde trabalhou para pressionar as reivindicações de Choctaw por terras no Mississippi vendidas sob pressão para os Estados Unidos em 1830. Ele vinha coletando informações sobre esse assunto desde a década de 1850 de funcionários envolvidos no Tratado de Dancing Rabbit Creek, e mais tarde ingressou na Igreja Luterana. Pitchlynn dirigiu-se ao presidente e a vários comitês do Congresso em defesa das reivindicações de Choctaw.
Após sua morte em Washington em 1881, Pitchlynn foi enterrado lá no Cemitério do Congresso. Ele foi o terceiro nativo americano a ser enterrado lá, depois de seu colega chefe Choctaw, Pushmataha, e do chefe Apache Taza.

Foi relatado que Pitchlynn contou sobre a origem do Choctaw:
de acordo com as tradições dos Choctaws, o primeiro de sua raça veio do seio de um mar magnífico. Mesmo quando eles apareceram pela primeira vez na terra, eles eram tão numerosos que cobriam a costa arenosa e inclinada do oceano... com o passar do tempo, no entanto, a multidão foi visitada pela doença... sua jornada foi através de riachos, sobre colinas e montanhas, através de florestas emaranhadas e sobre imensas pradarias... eles ficaram tão satisfeitos com tudo que viram que construíram montes em todos os vales mais bonitos pelos quais passaram, para que o Mestre da Vida pudesse saber que eles não eram um povo ingrato.

## Legado e honrarias
- A Nação Choctaw colocou um monumento em seu túmulo no Cemitério do Congresso em sua homenagem.[7]
- Seus papéis são mantidos pela Universidade de Oklahoma, na Coleção de Histórias Ocidentais.[7]